# Марковцы (Винницкая область)
Марковцы (укр. Марківці) — село на Украине, находится в Казатинском районе Винницкой области.
Код КОАТУУ — 0521483206. Население по переписи 2001 года составляет 332 человека. Почтовый индекс — 22133. Телефонный код — 4342.
Занимает площадь 0,933 км².

## Адрес местного совета
22133, Винницкая область, Казатинский р-н, с. Комсомольское, ул. Никольская, 15